# Fête de la châtaigne en Catalogne
Pour un article plus général, voir Fête de la châtaigne.
La Castanyada  en Catalogne, (en français fête de la châtaigne), le Magosto en Galice, la Magosta en Cantabrie, ou le Magüestu aux Asturies sont une fête populaire que l'on célèbre le jour de la Toussaint, bien que ces derniers temps la célébration ait été déplacée la veille de ce jour, ou bien ou dans les jours proches. À l'instar d'Halloween dans le monde anglo-saxon, elle provient d'une ancienne fête rituelle funéraire.

## Présentation
En Catalogne elle consiste en un repas où l'on mange des patates douces, des marrons chauds, des pâtisseries sucrées, des fruits confits, et les panellets, spécialité catalane à base de massepain. La boisson typique de la « castanyada » est le moscatell (muscat). Durant la fête il est d'usage de se rendre dans la rue et d'y acheter des marrons chauds. En bien des lieux, les confiseurs organisent à cette date des tombolas où l'on peut gagner fruits confits et panellets. En Galice elle consiste en un repas, généralement dans une forêt, où l'on mange des marrons chauds, saucisses, vins jeunes, avec rituels celtiques.
Il semble que la coutume de manger ces aliments hautement énergétiques vienne du fait que durant la nuit de la Toussaint, la veille du jour des morts, on faisait sonner le glas jusqu'à l'aube ; parents et amis aidaient les sonneurs de cloche dans l'accomplissement de cette dure tâche et, leur devoir accompli, consommaient ces aliments pour ne pas s'évanouir.
On a coutume de représenter cette fête par l'image d'une vendeuse de marrons (une castanyera) : une vieille femme, vêtue d'un manteau élimé avec un mouchoir sur la tête, derrière un brasero en train de vendre des marrons chauds dans la rue.